# Luxiaria emphatica
Luxiaria emphatica là một loài bướm đêm trong họ Geometridae.